# Distrito de Bundibugyo
Bundibugyo es un distrito localizado en Uganda occidental, comparte fronteras con la República Democrática del Congo. Como otros distritos de Uganda, se nombra igual que su principal ciudad, o sea Bundibugyo. Durante los 90 más de 20000 personas fueron expulsadas de allí.
El distrito se aísla relativamente del resto de Uganda, pues es el único ubicado en el otro lado de las montañas de Rwenzori, a su oeste. Esto implica que es biogeográficamente parte del río Congo.
Los límites geográficos del distrito son: el río de Semliki al oeste, las montañas de Rwenzori al este y lago Albert al norte.
Posee 2338 kilómetros cuadrados de superficie y una población de 224 387 habitantes. Lo que da una densidad de 91 habitantes por kilómetro cuadrado.